# Vrij leren
Mate van vrijheid
van de lerende om zijn eigen leerproces in te richten (afnemend van boven naar beneden)
| Vrij        |
| Onderneming |
| Project     |
| Probleem    |
| Opdracht    |
| Taak        |
| Instructie  |

Het voornaamste middel dat de onderwijsvorm gebruikt is een indicatie
Vrij leren is een manier van eigen maken of aanpassen van nieuwe of bestaande kennis, gedrag, vaardigheden of houding, waarbij de lerende een hoge mate van vrijheid en initiatief heeft. Deze vrijheid geldt niet alleen voor het leerproces, maar ook voor het leerdoel.

## Kenmerken
Vrij leren betekent zonder toezicht, informeel, openbaar, zelfgestuurd en samenwerkend leren en die elementen blijken goed te werken bij het leren; zie Hope-in-the-Wall een onderwijsexperiment van Sugata Mitra. De lerende kiest zelf zijn leerstrategie die vooral wordt bepaald door zijn leerstijl (aangeboren of aangeleerde voorkeuren om te leren). De vrijheid om bij vrij leren zelf het leerproces in te richten, geldt niet alleen ten opzichte van de te nemen stappen, maar ook ten aanzien van het tempo waarin het leerproces wordt doorlopen. In tegenstelling tot bij ondernemend leren is er bij vrij leren geen eis om (maatschappelijke) waarde toe te voegen (bijvoorbeeld bepaalde leerdoelen of uitkomsten te moeten halen). Vrij leren vraagt toegang tot een grote bibliotheek aan betrouwbare onderwijsmaterialen, wat voor een onderwijsorganisatie te financieren is als er voldoende gratis bronnen (vrije leermiddelen) zijn waar de leerling uit kan kiezen.

## Effectiviteit
Lerenden schatten volgens wetenschappers de moeilijkheidsgraad van vrij leren niet hoger in dan andere vormen van leren en deze voorspelling blijkt uit onderzoek ook in werkelijk uit te komen. Bij vrij leren is de motivatie van de lerende hoger omdat leren verbonden is aan de sociale rol van het individu en zijn normen en waarden. Eveneens blijkt uit wetenschappelijk onderzoek dat feiten niet aangereikt hoeven te worden en dat men zelfs feitenvrij kan leren; leren zonder nieuwe informatie van buitenaf.